# Tour de França de 1964
El Tour de França 1964 suposarà la cinquena victòria de Jacques Anquetil a la general, quarta consecutiva, establint un rècord que posteriorment igualaren Bernard Hinault i Miguel Indurain.
Aquest Tour de França serà el més difícil de guanyar per a Jacques Anquetil que tindrà com a gran rival Raymond Poulidor, al qual sols avantatjarà en 55 segons a París.
Per primera vegada el Tour arriba a Andorra, amb una etapa que guanya Julio Jiménez amb més de 8' sobre el segon.

## Resultats

### Classificació general
| Classificació General                 | Classificació General | Classificació General | Classificació General |
| ------------------------------------- | --------------------- | --------------------- | --------------------- |
| 1.                                    | Jacques Anquetil      | França                | 127h09'44"            |
| 2.                                    | Raymond Poulidor      | França                | a 55"                 |
| 3.                                    | Federico Bahamontes   | Espanya               | a 4'44"               |
| 4.                                    | Henry Anglade         | França                | a 6'42"               |
| 5.                                    | Georges Groussard     | França                | a 10'34"              |
| 6.                                    | André Foucher         | França                | a 10'36"              |
| 7.                                    | Julio Jiménez         | Espanya               | a 12'13"              |
| 8.                                    | Gilbert Desmet        | Bèlgica               | a 12'17"              |
| 9.                                    | Hans Junkermann       | Alemanya              | a 14'02"              |
| 10.                                   | Vittorio Adorni       | Itàlia                | a 14'19"              |
| 132 participats, 81 acabaren la cursa |                       |                       |                       |

### Gran Premi de la Muntanya
| 1r | Federico Martín Bahamontes | 173 pts |
| 2n | Julio Jiménez              | 167 pts |
| 3r | Raymond Poulidor           | 90 pts  |

### Classificació de la Regularitat
| 1r | Jan Janssen | 208 pts |
| 2n | Edward Sels | 199 pts |
| 3r | Rudi Altig  | 165 pts |

### Classificació per equips
| 1r | Pelforth-Sauvage |

### Etapes
| Etapa   | Data         | Recorregut                    | km         | Guanyador             | Líder                 |
| 1a      | 22 de juny   | Rennes - Lisieux              | 215        | Edward Sels           | Edward Sels           |
| 2a      | 23 de juny   | Lisieux - Amiens              | 208        | André Darrigade       | Edward Sels           |
| 3a (a)  | 24 de juny   | Amiens - Forest               | 196,5      | Bernard Vandekerkhove | Bernard Vandekerkhove |
| 3a (b)  | 24 de juny   | Forest - Forest               | 21,3 (CRE) | Kas                   | Bernard Vandekerkhove |
| 4a      | 25 de juny   | Forest - Metz                 | 291,5      | Rudi Altig            | Bernard Vandekerkhove |
| 5a      | 26 de juny   | Metz - Friburg de Brisgòvia   | 161,5      | Willy Derboven        | Rudi Altig            |
| 6a      | 27 de juny   | Friburg - Besançon            | 200        | Henk Nijdam           | Rudi Altig            |
| 7a      | 28 de juny   | Besançon - Thonon-les-Bains   | 195        | Jan Janssen           | Rudi Altig            |
| 8a      | 29 de juny   | Thonon-les-Bains - Briançon   | 248,5      | Federico Bahamontes   | Georges Groussard     |
| 9a      | 30 de juny   | Briançon - Mònaco             | 239        | Jacques Anquetil      | Georges Groussard     |
| 10a (a) | 1 de juliol  | Mònaco - Hyères               | 187,5      | Jan Janssen           | Georges Groussard     |
| 10a (b) | 1 de juliol  | Hyères - Toló                 | 21 (CRI)   | Jacques Anquetil      | Georges Groussard     |
| 11a     | 2 de juliol  | Toló - Montpeller             | 250        | Edward Sels           | Georges Groussard     |
| 12a     | 3 de juliol  | Montpeller - Perpinyà         | 174        | Jo de Roo             | Georges Groussard     |
| 13a     | 5 de juliol  | Perpinyà - Andorra la Vella   | 170        | Julio Jiménez         | Georges Groussard     |
| 14a     | 6 de juliol  | Andorra la Vella - Tolosa     | 186        | Edward Sels           | Georges Groussard     |
| 15a     | 7 de juliol  | Tolosa - Luchon               | 203        | Raymond Poulidor      | Georges Groussard     |
| 16a     | 8 de juliol  | Luchon - Pau                  | 197        | Federico Bahamontes   | Georges Groussard     |
| 17a     | 9 de juliol  | Peyrehorade - Baiona          | 42,5 (CRI) | Jacques Anquetil      | Jacques Anquetil      |
| 18a     | 10 de juliol | Baiona - Bordeus              | 187        | André Darrigade       | Jacques Anquetil      |
| 19a     | 11 de juliol | Bordeus - Briva               | 215,5      | Edward Sels           | Jacques Anquetil      |
| 20a     | 12 de juliol | Briva - Puy de Dôme           | 237,5      | Julio Jiménez         | Jacques Anquetil      |
| 21a     | 13 de juliol | Clarmont d'Alvèrnia - Orleans | 311        | Jean Stablinski       | Jacques Anquetil      |
| 22a (a) | 14 de juliol | Orleans - Versalles           | 118,5      | Benoni Beheyt         | Jacques Anquetil      |
| 22a (b) | 14 de juliol | Versalles - París             | 37,5 (CRI) | Jacques Anquetil      | Jacques Anquetil      |